# Czesław Berenda
Czesław Berenda (ur. 10 kwietnia 1931 w Łucku, zm. 10 kwietnia 2010 w Krośnie) – twórca Telegazety, pierwszego teletekstu w Polsce i dyrektor Agencji Telegazety.
W latach 80. korespondent TVP w Pradze.
Postanowieniem prezydenta RP Aleksandra Kwaśniewskiego z 2 listopada 1999 otrzymał Krzyż Oficerski Orderu Odrodzenia Polski.